# Olympische Winterspiele 1994/Teilnehmer (Senegal)
| Gelbes Symbol für Goldmedaillen mit stilisierten Olympischen Ringen | Graues Symbol für Silbermedaillen mit stilisierten Olympischen Ringen | Braundes Symbol für Bronzemedaillen mit stilisierten Olympischen Ringen |
| ------------------------------------------------------------------- | --------------------------------------------------------------------- | ----------------------------------------------------------------------- |
| —                                                                   | —                                                                     | —                                                                       |

Der Senegal nahm bei den XVII. Olympischen Winterspielen 1994 im norwegischen Lillehammer zum dritten Mal an Winterspielen teil.
Einziger Athlet war der alpine Skifahrer Lamine Guèye, der nur an der Abfahrt der Herren teilnahm und diesen Wettbewerb nicht beenden konnte.

## Teilnehmer nach Sportarten

### Ski Alpin
| Athleten     | Wettbewerbe | 1. Lauf | 1. Lauf | 2. Lauf | 2. Lauf | Gesamt | Gesamt |
| Athleten     | Wettbewerbe | Zeit    | Rang    | Zeit    | Rang    | Zeit   | Rang   |
| ------------ | ----------- | ------- | ------- | ------- | ------- | ------ | ------ |
| Männer       |             |         |         |         |         |        |        |
| Lamine Guèye | Abfahrt     | DNF     | DNF     | DNF     | DNF     | DNF    | DNF    |